# Заряджання (гірнича справа)
Заряджання (рос. заряжание, англ. charging, нім. Aufladung f) — процес введення вибухової речовини в зарядну камеру (наприклад, шпур, свердловину та ін.) і підготовки її до вибуху.

## Коефіцієнт заряджання
Коефіцієнт заряджання — безрозмірна величина, яка характеризує ступінь заповнення шпуру, свердловини, камери ВР. Визначається відношенням об'єму (або довжини) заряду ВР до об'єму (або довжини) зарядної камери (частини шпуру чи свердловини). Зниження К.з. шляхом створення повітряних порожнин чи проміжків зменшує ближню і збільшує загальну (глибинну) дію вибуху ВР з високою швидкістю детонації.